# Condition Critical
Condition Critical är det amerikanska heavy metal-bandet Quiet Riots fjärde studioalbum, utgivet den 27 juli 1984. 
Musikvideorna till låtarna "Party All Night" och "Mama Weer All Crazee Now" (Slade-cover) visades på MTV.

## Låtlista
Samtliga låtar är komponerade av Kevin DuBrow, där intet annat anges.
| 1. | Sign of the Times                      | DuBrow Carlos Cavazo | 5:03 |
| 2. | Mama Weer All Crazee Now (Slade-cover) | Noddy Holder Jim Lea | 3:38 |
| 3. | Party All Night                        |                      | 3:32 |
| 4. | Stomp Your Hands, Clap Your Feet       |                      | 4:38 |
| 5. | Winners Take All                       |                      | 5:32 |

| 6.  | Condition Critical     | DuBrow Cavazo Frankie Banali | 5:02 |
| 7.  | Scream and Shout       | DuBrow Cavazo Rudy Sarzo     | 4:01 |
| 8.  | Red Alert              |                              | 4:28 |
| 9.  | Bad Boy                |                              | 4:21 |
| 10. | (We Were) Born to Rock |                              | 3:34 |

| 11. | Mamma Weer All Crazee Now (Live version '84) |  |
| 12. | Cum On Feel the Noize (Live version '84)     |  |
| 13. | Party All Night (Live version '84)           |  |
| 14. | Condition Critical (Live version '84)        |  |

## Medverkande
- Kevin DuBrow – sång
- Carlos Cavazo – gitarr
- Rudy Sarzo – basgitarr
- Frankie Banali – trummor